# Mail art

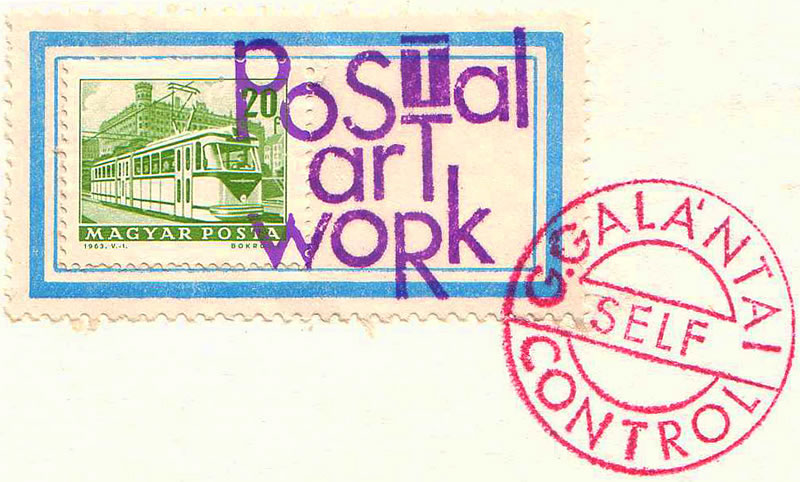
Mail art (Galántai György, 1981)

A Mail Art egy világszerte elterjedt kulturális mozgalom és művészeti ágazat, ami postai küldeményekre specializálódott. Úgy is nevezik, hogy postai művészet vagy „Correspondence Art”, ami annyit tesz: kapcsolatművészet. Az 1960-as években jelent meg. Előzményei az újdadaizmus, a fluxus és kisebb mértékben a francia újrealizmus.
A postai szállítás lehetőségét és az ezzel kapcsolatos kommunikációs módszereket felhasználó irányzat. Ben Vautier olyan levelezőlapot küld el, amelynek mindkét oldalán más és más címzett és cím szerepel. Ez áll rajta: "A postás választása".
Az elsődleges cél amit a képzőművészek kitűztek, hogy világszerte kiterjedt hálózatokat hoznak létre eleinte hagyományos, majd digitális formában. A művészek e módszer segítségével kizárják a műkereskedelmet és saját kommunikációs rendszert hoznak létre, melynek aktív résztvevői. A hatalmas csoportok összetartó erejét jelképezi az általuk létrehozott levél, amit tovább küldenek a következő résztvevőnek, majd ő is hozzá tesz valamit saját művészetéből.
Ennek következményeként bárki kezdeményezhet projektet, bárki részt vehet benne és nincsenek szilárd kötöttségek.
A mail art résztechnikák fokozatosan specializálódtak és számos kifejező forma önálló életre kelt, mint például a pecsét és a bélyeg művészet.
A legnépszerűbb képzőművészeti technikák, amiket gyakran használnak: a rajz, a kollázs, a kivágás, a pecsételés, a kopírozás és a fénymásolás.
A mail art Ray Johnson New York-i fluxus művésszel vette kezdetét, amikor kék nyomatos leveleivel szembefordult a művészet üzletesítésével.
Míg a 60-as években a hagyományos levelezés volt az elterjedt, a 80-as években a mail art világszerte kiterjedt és galériák formájában intézményesült.
Végül a 90-es évek elején a mail art fenoménje áttelepült az internet világába, ahol digitális közösségek vesznek részt terjesztésében.

## Mail art művészek
- Vittore Baroni
- Guy Bleus
- Ryosuke Cohen
- Pier Mario Ciani
- Galántai György
- John Held, Jr.
- Abajkovics Péter